# La Sportiva

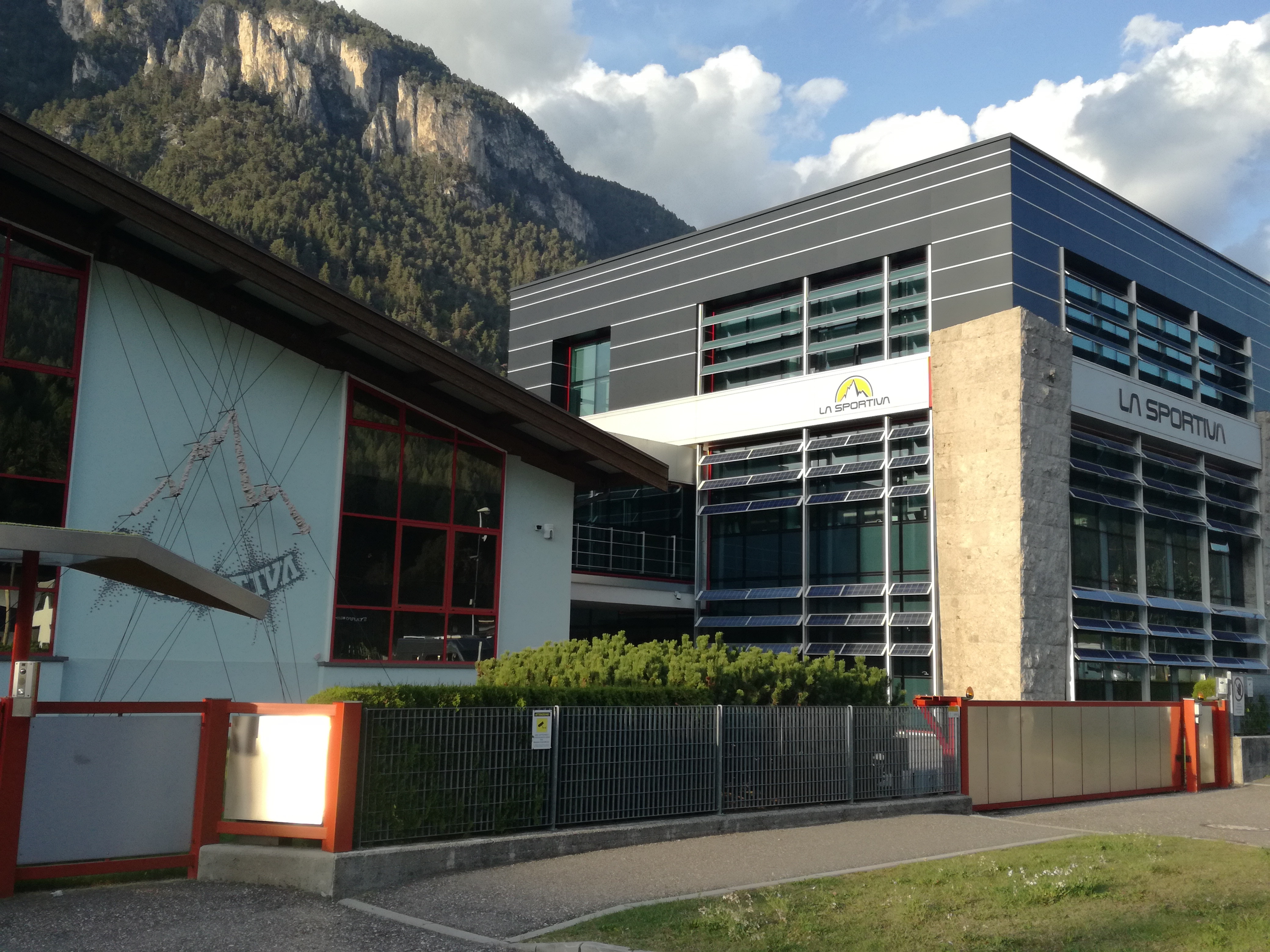
La Sportiva Sitz in Ziano di Fiemme

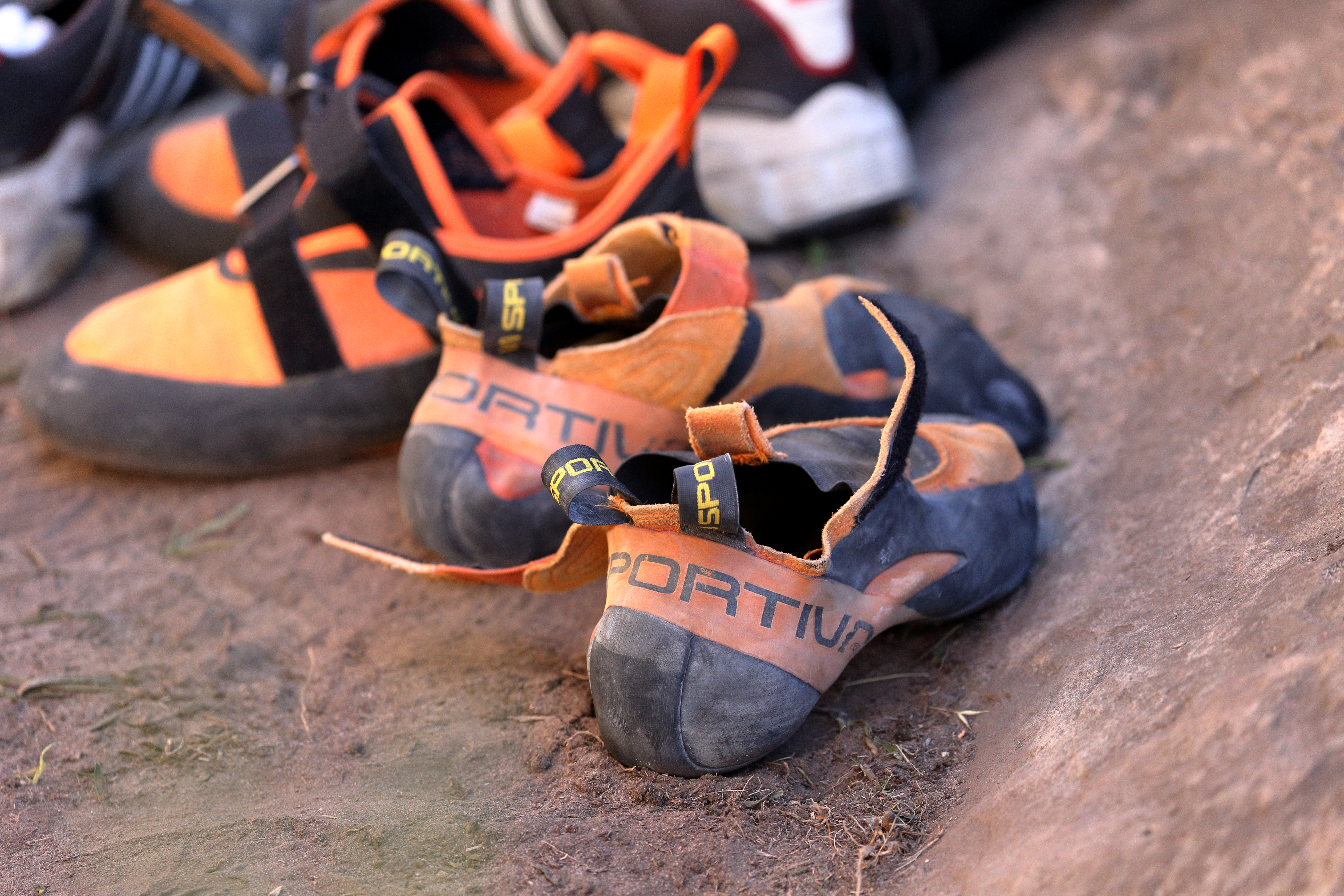
Kletterschuhe von La Sportiva

La Sportiva ist ein italienischer Bergsportartikelhersteller mit Kerngeschäft im Bereich Berg-, Ski- und Kletterschuhen. 

## Geschichte
Gegründet wurde das Unternehmen 1928 vom Schuster Narciso Delladio in Tesero im Fleimstal (Trentino). Anfangs stellte er in seiner Manufaktur Holzschuhe und Schuhe für Waldarbeiter her.
Im Zweiten Weltkrieg fertigte er Bergschuhe für das Italienische Militär. Nach dem Krieg konnte das Geschäft mit den Schuhen weiter ausgebaut werden und es wurden mehr Mitarbeiter eingestellt. In den 50er Jahren stieg sein Sohn Francesco in den Betrieb ein. In der Peripherie von Tesero baute das Unternehmen neue Fabriken, in welchen später die erste Produktion von Skischuhen stattfand. Außerdem wurde das Unternehmen unter der Marke La Sportiva vorgestellt. Bis in die siebziger Jahre verschob das Unternehmen den Fokus ausschließlich zu den Ski- und Bergschuhen.
Im Jahr 1996 zog die Firma in die neu gebaute Fabrik in Ziano di Fiemme. Die alte Fabrik wurde zu klein und musste ausgebaut werden. Zwei Jahre später wurde die Unternehmensform in eine Aktiengesellschaft umgewandelt. 2011 wurde die Produktpalette auf den Bereich Bergsportbekleidung ausgeweitet.
Heute ist La Sportiva eine führende Marke für Kletter-, Ski-, Skibergsteiger- und Bergschuhe und erstreckt sich über den internationalen Markt.
2022 erzielte La Sportiva einen Umsatz von über 200 Millionen Euro und beschäftigte rund 500 Mitarbeiter.

## Athleten
La Sportiva sponsert einige Athleten aus dem Bergsport. Darunter beispielsweise Alexander und Thomas Huber, Beat Kammerlander und Adam Ondra.